# Hiram Bullock
Pour les articles homonymes, voir Bullock.
Hiram Bullock (11 septembre 1955 à Ōsaka, Japon - 25 juillet 2008) est un guitariste japonais naturalisé américain.

## Biographie
Né à Osaka (dans l'arrondissement Nishinari-ku), il rejoint les États-Unis à l'âge de deux ans. Enfant, il étudie le piano au Peabody Conservatory of Music de Baltimore (voir (en) Peabody Conservatory of Music (en)), dans le Maryland. Il a fait son premier récital à l'âge de six ans et a appris à jouer du saxophone à onze ans. Adolescent, il commence à jouer de la guitare basse dans des groupes de rock de son lycée et se met à la guitare à seize ans.
Hiram a suivi des cours à l’école de musique de l’université de Miami, où il a étudié avec Pat Metheny et Jaco Pastorius. Il a aussi rencontré plusieurs des musiciens qui l’accompagneront durant toute sa carrière professionnelle. Un de ses compagnons de jams nocturnes était la chanteuse Phyllis Hyman, qui l’a par la suite emmené à New York.
Juste après son arrivée à New York, sa carrière internationale commence. Il joue d’abord avec David Sanborn, rencontre le producteur Phil Ramone et participe à beaucoup d’albums devenus disques d'or et de platine. Il collabore entre autres avec les frères Brecker, David Sanborn, Paul Simon, Chaka Khan, Pete Townshend, Bob James, Sting sur l'album ...Nothing Like the Sun, James Brown, Miles Davis, Kenny Loggins, Billy Joel, Barbra Streisand, Burt Bacharach, Marcus Miller, Roberta Flack, Spyro Gyra, Eric Clapton, Al Green, Carla Bley et James Taylor.
Hiram est révélé au grand public lors du show télévisé Late Night, avec David Letterman. De cette prestation jusqu'en 1984, il est devenu un membre régulier du World’s Most Dangerous Band, mené par Paul Shaffer.
Ses autres prestations télévisées sont en tant que membre du groupe qui anime le show Saturday Night Live et son travail comme directeur musical sur Night Music show de David Sanborn.
Il est également comme acteur-musicien dans le film Piège en haute mer (1992, avec Steven Seagal), dont il a écrit six titres de la bande originale.
La carrière solo d’Hiram Bullock a commencé en 1983. Il a produit tous ses albums.
Ses albums traversent différents genres musicaux, du jazz contemporain de From All Sides au rock de World of Collision, des influences latines (Carrasco) aux couleurs « organ-trio jazz » de Late Night Talk.
Le style le plus apprécié par ses fans en concert est caractérisé dans l’album funk-rock Color Me.

## Discographie

### En solo
- 1986 : From all sides

- 1987 : Give it what U got

- 1992 : Way Kool

- 1994 : Word of Collision

### AvecCarla Bley
- 1984 : Heavy Heart
- 1985 : Night-Glo
- 1987 : Sextet

### AvecSting
- 1987 : ...Nothing Like the Sun - Guitare sur Little Wing avec Gil Evans et son orchestre